# Stathmodera pusilla
Stathmodera pusilla är en skalbaggsart som beskrevs av Aurivillius 1907. Stathmodera pusilla ingår i släktet Stathmodera och familjen långhorningar. Inga underarter finns listade i Catalogue of Life.